# Droit congolais (RC)
Ne doit pas être confondu avec Droit congolais (RDC).
Le droit congolais (RC), est le droit appliqué en république du Congo depuis l'accession à l'indépendance du Congo de la France le 15 août 1960.
Ce droit s'est construit depuis plusieurs années non seulement en conservant une partie du droit français alors en vigueur à la date de l'indépendance, mais aussi par un effort constant de construction originale d'un droit congolais, notamment en matière de droit foncier. Il convient cependant de souligner l'apport particulier du droit OHADA ainsi que du droit communautaire issue de la CEMAC, ces deux derniers étant d'applicabilité directe en droit interne congolais.

## Sources du droit

### Constitution
La Constitution est la loi suprême de la République du Congo.

### Traités et accords internationaux
Les traités et accords internationaux, régulièrement ratifiés ou approuvés, ont, dès leur publication, une autorité supérieure à celle des lois sous réserve, pour chaque accord ou traité, de son application par l’autre partie. Parmi ces traités internationaux, les droits issus de l'OHADA et de la CEMAC occupent une place particulière.[Laquelle ?]
La République du Congo est membre de l'Organisation pour l'harmonisation en Afrique du droit des affaires, dont elle a signé le traité initial du 17 octobre 1993 ainsi que le traité portant révision du traité du 17 août 2008.
L'article 183 de la constitution dispose que, si un traité ou un accord international contient une clause contraire à la constitution, celle-ci doit être révisée pour permettre la ratification.

### Législation
Le pouvoir législatif est conféré au Parlement, composé de l’Assemblée nationale et du Sénat, par l'article 89 de la Constitution. L'article 111 dispose les matières qui sont du domaine de la loi. L'article 112 ajoute à celles-ci les lois de finance et les lois de règlement.

### Règlement
L'article 113 dispose que les matières qui ne sont pas du domaine de la loi sont du domaine du règlement.

## Organisation juridictionnelle
L'article 1 de la loi no 022-92 dispose qu'il n'y a qu'un seul ordre de juridiction comprenant : la Cour suprême, la Cour des comptes, les Cours d'appels, les Tribunaux de grande instance, les tribunaux administratifs, les tribunaux de commerce, les tribunaux d'instance, les tribunaux de travail, et les tribunaux militaires.

### Ordre de juridiction unique

#### Cour suprême
La Cour suprême est créée par l’article 133 de la Constitution. Elle siège à Brazzaville. Son ressort comprend le territoire national et sa compétence de contrôle juridictionnelle porte sur toutes les juridictions inférieures.

#### Second degré de juridiction

##### Cour des comptes et de discipline budgétaire
La Cour des comptes et de discipline budgétaire est créée par l’article 133 de la Constitution. Elle siège à Brazzaville. Elle est compétente en matière de gestion financière et comptable des deniers de l’État. Ses arrêts sont susceptibles de pourvoi en cassation devant la Cour suprême ou en révision devant la Cour des comptes elle-même.

##### Cours d'appels
Les cours d'appels sont créées par l’article 133 de la Constitution. Il y en a une par région ou commune autonome. Leurs arrêts sont susceptibles de pourvoi en cassation devant la Cour suprême.

#### Tribunaux de premier degré

##### Tribunaux de grande instance
Il y en a un par district ou par arrondissement. En matière civile, il est compétent pour toutes les demandes principales,
incidentes, reconventionnelles ou en compensation. La chambre civile est aussi compétente pour interpréter les décisions des autorités administratives et apprécier leur régularité que lorsqu'il n'y a pas de tribunal administratif dans son ressort.
Il peut aussi prendre connaissance des affaires pénales.

##### Tribunaux administratifs
Un tribunal administratif peut être créé par district ou arrondissement. Le tribunal administratif est le juge de droit commun en première instance en matière administrative.

##### Tribunaux de commerce
Il peut y en avoir un par district ou arrondissement. Ils sont le juge de droit commun en première instance en matière de commerce.

##### Tribunaux d'instance
Il peut y en avoir un par district ou arrondissement. L'article 122 dispose :

« Le Tribunal d'Instance connaît, en matière civile en conciliation de toutes les actions et aux contentieux de toutes les actions personnelles, mobilières ou immobilières en premier ressort et à charge d'appel jusqu'à la valeur de 1 000 000 de francs CFA en capital et 300 000 Frs en revenus, rente ou prix de bail. »

— Article 122 de la loi n° 022-92

##### Tribunaux de travail
L'article 129 de la loi no 022-92 dispose :

« Les Tribunaux de Travail peuvent être créés dans chaque Région, Commune, Arrondissement ou District lorsque l'activité économique le justifie. La loi de création fixe son siège et son ressort. »

— Article 129 de la loi n° 022-92
Il est le juge de droit commun en matière sociale.

##### Tribunaux militaires
Il peut y avoir un tribunal militaire dans une région militaire ou une garnison.

### Autres cours

#### Cour constitutionnelle
La Cour constitutionnelle est créée par l’article 144 de la Constitution.
L'article 146 de la Constitution dispose que la Cour constitutionnelle est chargée du contrôle de la constitutionnalité des lois, des traités et des accords internationaux. Elle veille aussi à la régularité des élections. (sauf pour les élections locales) et des référendums.
Le contrôle de constitutionnalité peut se faire avant la promulgation de la loi par le président de la République, le président de l’Assemblée nationale, le président du Sénat ou par un tiers des membres du Parlement. Un particulier peut saisir, lors d'une affaire qui le concerne, la Cour constitutionnelle pour déterminer la constitutionnalité des lois.

#### Haute Cour de justice
La Haute Cour de justice est créée par le titre X de la Constitution. Elle peut juger le président de la République en cas de haute trahison. Elle peut juger les membres de l’Assemblée nationale, du Sénat, les ministres, les membres de la Cour suprême, et les membres de la Cour constitutionnelle. L'article 155 dispose que les complices des justiciables cités aux articles 153 et 154 sont aussi justiciables devant la Haute Cour de justice.

## Sources

## Compléments